# Gneu Corneli Cos (cònsol 414aC)
Gneu Corneli Cos (llatí: Cnaeus Cornelius A. F. M. N. Cossus) va ser un magistrat romà. Formava part de la família dels Cos, i era de la gens Cornèlia.
Va ser elegit tribú amb potestat consolar l'any 414 aC i cònsol el 409 aC juntament amb Luci Furi Medul·lí. En aquell any es va crear la figura dels qüestors plebeus per primer cop.